# Вишнівка (Василівський район)
Вишні́вка — село в Україні, у Роздольській сільській громаді Василівського району Запорізької області. Населення становить 94 особи. До 2017 року орган місцевого самоврядування — Роздольська сільська рада.

## Географія
Село Вишнівка розташоване за 84 км від обласного центру та 28 км від районного центру. Сусідні села: Трудовик (1 км) та Шевченка (1,5 км). Селом тече зрошувальний канал. Поруч пролягає залізниця, на якій знаходиться пасажирський зупинний пункт Платформа 1170 км.

## Історія
Село засноване 1921 року.
22 листопада 2017 року, в ході децентралізації, Роздольська сільська рада об'єднана з Роздольською сільською громадою Михайлівського району.
12 червня 2020 року, відповідно до розпорядження Кабінету Міністрів України № 713-р «Про визначення адміністративних центрів та затвердження територій територіальних громад Запорізької області», затверджено склад Роздольської сільської громади.
19 липня 2020 року, в результаті адміністративно-територіальної реформи та ліквідації Михайлівського району, село увійшло до складу Василівського району.